# Sluis

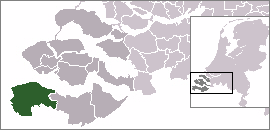
Lägeskarta

Sluis är en kommun i provinsen Zeeland i Nederländerna. Kommunens totala area är 307,01 km² (där 26,74 km² är vatten) och invånarantalet är på 24 563 invånare (2005).